# 환생 (소설)
《환생》(일본어: 黄泉がえり 요미가에리[*])은 1999년에 발표 된 카지오 신지의 소설이다. 2003년에 영화화되었다. 이 문서에서는 같은 주제의 비디오 게임 작품에 대해서도 다룬다.

## 개요
제목은 〈죽은 사람이 황천에서 돌아 온다〉는 의미. 구마모토시와 그 주변에서 갑자기 발생하는 죽었음이 분명한 사람이 되살아나는 불가사의를 기반으로 사람들의 엉킴을 그리는 이야기이다. 소설은 〈구마모토 일일 신문 토요일 석간〉에 1999년 4월 10일부터 2000년 4월 1일까지 연재되었다. 저자가 구마모토 출신·구마모토 거주이라는 것도 있고, 작품 중에는 구마모토 시내의 실제 지명이 많이 등장한다. 신문 연재시에는 SF 색상을 배제한 구성으로 되어 있지만, 이것은 일반적 석간지인 것을 의식한 것으로 간주된다. 단행본(『환생』 신초샤 2000년 10월 ISBN 4-10-440201-X)로 간행될 때, 「그」에 대한 설명이 추가 되었다.
같은 상황 설정에서 다른 관점에 의한 단편으로 〈황천 아름다움 모르고〉가 있다. 이 쪽은 〈읊어 사람 무지〉의 말장난. 또한 대만의 출판사에서 〈황천마중(黄泉歸來)〉라는 제목으로 중국어 번역 출판되고 있다. 또한 2017년 7월 1일부터 〈구마모토 일일 신문 토요일 석간〉에서 속편 「환생 again」연재 개시. 2016년 쿠마모토 지진 후 구마모토 도시권을 무대로 한 〈파워업한 환생〉이 일어난다는 설정이다. 삽화는 무라 켄타로가 담당. 이 것은 2019년 3월에 단행본화되었다.
극장 영화 버전은 2003년에 출판되었다. 원작 소설과 같은 불가사의를 취급하면서도 관점이 다르다. 또한 동명 캐릭터로도 설정이 다르거나, 비슷한 설정의 캐릭터로도 이름이 다르거나 하는 다음, 소설판·영화판의 캐릭터를 각각 설명한다.

## 소설
구마모토시에서 불 덩어리의 UFO 같은 이상한 발광체의 목격 정보가 전해져 또 같은 시기 구마모토 지방을 진원으로하는 진도 1의 지진이 관측되었다. 이 후 죽었음이 분명한 사람이 구마모토 시내에서 차례로 소생 (환생) 된다.

## 영화
2003년 1월 18일에 개봉된 일본의 영화 작품으로 쿠사나기 츠요시 주연. 당초는 3주 동안만 공개 예정이었지만, 감동의 입소문으로 퍼져 이례적인 동원을 기록했다. 결국 3개월 이상 상영 기간이 연장 되어 롱런 히트가 되었다. 흥행수입은 30.7억엔. 원작에서 기본 설정이나 등장 인물의 이름 등을 답습하고 있지만, 원작의 SF 요소를 배제하고 서정성을 중시 한 이야기로 각색되고 있다.
2008년 스티븐 스필버그 감독의 영화 제작사 드림웍스가 리메이크 판권을 구입했다고 미국 영화 잡지 〈버라이어티〉가 보도했다. 공개시기는 미정이다.

### 줄거리
구마모토현 아소 지역 (원작과는 다른)에서 죽은 사람이 살아나는 초자연적인 현상이 일어난다. 후생 노동성 직원의 카와다 헤이타는 현상의 수수께끼를 탐구하고 자신의 고향이기도 한 현지에 부임 된다. 〈부활〉이라고 이름 붙여진 이 현상은 여러 곳에서 사람이 마음에 품고 있던 생각을 불러 일으키는 계기가 되어 간다. 이윽고 산에서 거대한 운석구가 발견 되고, 또한 현상에 대한 연구도 진행되는데, 갑자기 있는 한계가 찾아온다.

### 출연
- 카와타 헤이타 : 쿠사나기 츠요시
- 타치바나 아오이 : 타케우치 유코
- 슌스케 : 이세야 유스케
- 사이토 유키코 : 이토 미사키
- 사이토 의사 : 타나카 쿠니에
- 슈헤이 : 아이카와 쇼
- 레이코 : 이시다 유리코
- 나카지마 히데야 : 야마모토 케이치
- 사이토 소노코 : 오시다리 아키코
- 나카지마 유이치 : 토신 요시카즈
- 야마다 카츠노리 : 이치하라 하야토
- 모리시타 나오미 : 나가사와 마사미
- RUI : 시바사키 코우
- SAKU : 무라이 카츠유키
- 나이토 가츠요 : 미시마 케이스케
- 나이토 사키 : 키타바야시 타니에
- 카지와라 : 테라카도 지몬
- 츠다 하루오 : 타카마츠 히데오
- 츠다 요시코 : 카모 사쿠라
- 가미사키 : 시미즈 쇼고
- 쿠도 슌사쿠
- 이다 쿠니히코

### 스태프
- 감독 : 시오타 아키히코
- 각본 : 이누도 잇신, 사이토 히로시, 사이토 히로시
- 원작 : 카지오 신지 〈환생〉 (신초샤)
- 기획 : 하마나 카즈야, 진노 사토시
- 제작 : 코다마 모리히로
- 프로듀서 : 히라노 타카시
- 촬영 : 이누도 잇신
- 미술 : 닛타 타카유키
- 음악 : 센주 아키라
- 조명 : 가나자와 마사오
- 편집 : 키쿠치 쥰이치
- 조감독 : 모리 야스타카
- 제작 협력 : 영화 〈환생〉 제작위원회 (TBS, 덴츠, 도호, 아이 엠 제이, 마이니치 신문사, 컬쳐 샤즈, WOWOW 일본 출판 판매, IMAGICA 트윈스 재팬)
- 배급 : 도호

### 주제가
- RUI 〈달의 물방울〉 (작사 : Satomi, 작곡 : 마츠모토 료키)
  - 이 싱글 CD에 수록된 3곡 모두, 극 중에서 RUI 역의 시바사키 코우가 노래하였다.

극 중에서 노래를 선보일 가수, RUI 역은 당시 오디션을 통해 캐스팅 될 예정이었다. 그러나 시오타 아키히코 감독이 생각하는 목소리를 낼 가수를 찾지 못하고 중단되어 있었다. 그러던 중 라디오에서 흘러나온 〈Trust my feelings〉를 들은 시오타 감독은 “이 목소리!”라고 생각한 목소리의 주인공이였던 시바사키 코우를 RUI 역으로 캐스팅하였다.

### 사운드 트랙
수록곡
1. 기적의 날 /奇跡の日
2. 양지의 추억 I /日だまりの想い出 I
3. 당신의 예감 /あなたの予感
4. 뭔가 다른 /封筒とバス停
5. 히데야 테마 /何かちがう
6. 너를 사랑해 /英也のテーマ
7. 조사와 사명 /君を愛して
8. 수화와 재회 /調査と使命
9. 양지의 그네 /日だまりのブランコ
10. 당신을 만나서 /あなたに会えた
11. 환상의 생명체 /幻の生命体
12. 양지의 추억 II /日だまりの想い出 II
13. 이별의 선고 /別れの宣告
14. 봉투의 비밀 /封筒の秘密
15. 생명의 편지 /命の手紙
16. 헤이타의 고독 /平太の孤独
17. 이별의 빛 /別れの光
18. 달의 물방물 /月のしずく （Live Version）
19. 달려라 아오이 /走れ葵
20. 양지의 추억 /日だまりの想い出
21. 환생 /黄泉がえり

### 수상 정보
- 제21회 골든 그로스상
  - 일본 영화부문 우수상(은상)
- 제27회 일본 아카데미상
  - 우수 감독상
  - 우수 각본상
  - 우수 여우주연상 (다케우치 유코)
  - 우수 음악상

## 게임
《환생 ~후렴~》의 제목으로 2004년 3월 25일에 발매되었다. PlayStation 2 용 게임 소프트 장르는 판타지 사운드 노벨. 제작은 주식회사 D3 퍼블리셔.